# Sailor Galaxia
(Sailor Galaxia in un flashback del manga, volume 48 prima edizione italiana.)
Sailor Galaxia (セーラーギャラクシア?, Sērā Gyarakushia) è l'antagonista principale della quinta e ultima serie anime Petali di stelle per Sailor Moon e del film d'animazione Pretty Guardian Sailor Moon Cosmos - Il film.
Nell'anime è la guerriera Sailor che protegge l'intera galassia, ovvero la Via Lattea, da sola durante le sailor wars ed è la leggendaria sailor guerriera, nel manga invece viene definita la guerriera della distruzione (破壊の戦士). La sua stella, nel manga, è piccola ed insignificante secondo lei e per questo parte alla ricerca di una sua stella e crede di averla trovata nella stella Zero al centro del Sagittarius A*, nel Centro della Via Lattea dove si trova il Galaxy Cauldron, il luogo dove hanno origine e muoiono tutte le stelle della galassia tra cui Chaos.
La sua storia varia molto da anime a manga. Nel primo, Chaos la corrompe perché lei cerca di sigillarlo mediante la "spada del sigillo", ma l'entità finisce per prendere il sopravvento su di lei, mentre nel secondo la seduce facendo leva sul suo desiderio di trovare una stella in grado di darle più potere (ovvero la stella zero). In entrambi i casi, forte del potere di Chaos, Galaxia comincia a rubare i Star Seed (Semi di Stella nell'adattamento italiano dell'anime), l'unica differenza è che nel manga cerca i soli Sailor Crystal, un tipo particolare di star seed, nell'anime cerca gli star seed originali (veri semi di stella in Italia) la cui luce non verrà mai spenta, i cui possessori possono essere anche normali esseri umani, per costruire l'impero di Shadow Galactica, ma verrà fermata da Sailor Moon.

## Apparizioni

### Manga
Sailor Galaxia nacque in un piccolo pianeta sperduto, che lei stessa considerava "spazzatura". Pur essendo una sailor vagò a lungo per la galassia distruggendo i pianeti che a lei non sembravano utili, e per questa ragione la Principessa Kakyuu la definisce guerriera della distruzione, in cerca di una stella più potente e grande che potesse essere sua. In un pianeta, abitato da strani uomini-pesce, un giorno incontrò Death Phantom che la condusse sulla stella zero, il luogo in cui vi è il calderone in cui nascono le stelle, il Galaxy Cauldron e le spiegò chi era Chaos e il suo scopo. Decise che quella era la sua stella e decise di fiancheggiare Chaos nel suo piano di conquista della galassia con l'intento però di sbaragliare Chaos e ottenere il controllo del Galaxy Cauldron, e di conseguenza della galassia. Il piano di conquista consisteva nell'impossessarsi di tutti i Sailor Crystal della galassia e con il potere di tutte le Sailor guerriere far nascere la guerriera Sailor più forte di tutte.
Fu così che galaxia creò Shadow galactica, raccogliendo i sailor crystal, assoldando le Sailor Animamates promettendogli una stella tutta loro e altre Sailor guerriere, promettendo loro pace e felicità, e lasciando dietro di sé morte e distruzione. Ottenendo il sailor crystal di qualcuno, Galaxia aveva inoltre la possibilità di creare un fantoccio del possessore del seme, e utilizzarlo a suo piacimento, come fosse una marionetta. Dopo aver conquistato i sailor crystal di tutte le guerriere, ad eccezione di Sailor Moon, ChibiChibi e il Sailor Quartet, Galaxia si confronta con Sailor Moon, proprio davanti al Galaxy Cauldron. È a quel punto che Chaos tenta di eliminare Galaxia risucchiandola nel cauldron. Sailor Moon riesce a salvarla appena in tempo, e Galaxia si rende conto che la stella che tanto aveva cercato era proprio colei che voleva annientare, Eternal Sailor Moon. Chaos a questo punto toglie i bracciali a Galaxia che scompare lasciando dietro di sé solo il suo Sapphire Crystal.

### Anime
Sailor Galaxia un tempo era la leggendaria Sailor Senshi della galassia che combatté nelle sante battaglie delle Sailor Wars (in Italia rinominate "Guerra delle Sailor"). La guerra che però dovette affrontare contro Chaos sembrava non arrivare ad una conclusione, ma alla fine Galaxia ebbe la meglio sigillando l'entità nel proprio corpo. Tuttavia Chaos continuò ad agire dall'interno, corrompendo Galaxia e rendendola oltremodo malvagia e potente. Divenuta consapevole di ciò, Galaxia rilasciò il proprio star seed, e lo lasciò vagare per la galassia, al fine di trovare colei che avrebbe potuto accoglierlo, proteggerlo e utilizzarlo per sconfiggere definitivamente Caos (Sailor Moon). Questa fu l'ultima azione di Galaxia compiuta di volontà propria. Privata dello star seed, Galaxia passò completamente sotto il controllo di Chaos, mettendo a ferro e fuoco l'intera galassia, e distruggendo tra gli altri, anche il sistema stellare Kinmoku, patria delle Sailor Starlights, che fuggirono sulla Terra, in cerca della propria principessa. Per poter accedere sulla terra, Galaxia aveva due compiti da sbrigare: liberare dal proprio sigillo la Regina Nehellenia, per permettere di risvegliare Sailor Saturn e prendere lo Star Seed della Terra, ovvero quello del principe Endymion.
Intanto lo star seed puro di Galaxia, giunto sulla Terra aveva assunto la forma di ChibiChibi ed era stato accolto amorevolmente a casa Tsukino. Quando Sailor Moon affronta l'ultima battaglia contro Galaxia, a un passo dalla distruzione del pianeta, ChibiChibi rivela la sua vera identità e si trasforma da prima nello star seed di Galaxia e poi successivamente in una spada, la Fuuin no Ken ovvero La spada del sigillo la spada che Galaxia utilizzò contro Chaos, per permettere a Sailor Moon di combattere e sconfiggere Sailor Galaxia. Galaxia alla vista della spada decide di liberarsi dei Galactica Bracelets dicendo che non le servivano per sconfiggere Sailor Moon e il suo aspetto muta, la fuku diventa nera e delle ali da demone le compaiono sulla schiena e la voce doppia. Nell'artbook material collection l'autrice scrive che una volta che Sailor Galaxia si libera dei bracciali diviene Sailor Chaos. Inoltre la voce in sottofondo, che rappresenta la parte buona di Galaxia, afferma che colei che sta dinnanzi a Sailor Moon non è più Sailor Galaxia ma è stata completamente impossessata da Chaos. Tuttavia Sailor Moon rifiuta di combattere e la spada viene distrutta da Galaxia stessa, mentre ChibiChibi appare e poi scompare come se l'avessero privata dello star seed. Sailor Moon libera il potere del suo star seed e investe Galaxia col proprio calore, dandole la forza di espellere Chaos dal proprio corpo. Alla fine Galaxia, libera da Chaos, rivela il suo vero aspetto: una giovane e bellissima ragazza, completamente nuda, dai lunghissimi capelli biondi e rossi. Ripreso possesso della propria identità di paladina dell'amore e della giustizia, Galaxia, dopo aver salutato e ringraziato Sailor Moon, si occupa di riportare tutti i semi di stella rubati nel loro luogo di appartenenza, ripristinando di fatto lo stato antecedente alla guerra.

### Musical
Nei musical di Sailor Moon la storia di Galaxia è essenzialmente la stessa di quella dell'anime e del manga, con alcune differenze, più o meno significative, che variano da musical a musical:
- Come nel manga lo scontro finale fra Sailor Moon e Sailor Galaxia avviene nel Galaxy Cauldron.
- Come nell'anime, Sailor Uranus e Sailor Neptune fingono di allearsi con Galaxia.
- Nella maggior parte dei musical, ChibiChibi non compare affatto o comunque non ha nulla a che vedere con Galaxia.
- Generalmente nel musical Sailor Galaxia assolda meno Sailor Animamates che nel manga.
- Spesso Galaxia fa resuscitare Queen Beryl affinché la aiuti nella sua missione, a volte insieme ai 4 generali, a volte insieme al Trio Amazzonico.
- A seconda del musical Galaxia è l'ultimo o il penultimo avversario per le Sailor Senshi. Infatti spesso dopo Galaxia, le guerriere si trovano ad affrontare Chaos, che fino a quel momento aveva finto di essere uno dei tirapiedi di Galaxia.
- In altre versioni del musical Galaxia diventa Sailor Chaos. In altre versioni, invece, Queen Beryl diventa Queen Metaria, e le guerriere devono combattere Sailor Chaos e Metaria contemporaneamente.

## Poteri
- Galactica Superstring - È usato nel manga e nei musical.
- Galactica Inflation - È usato nel manga e musical.
- Galactica Magnum - È usato solo musical.
- Golden Bracelets - È usato in tutte le versioni, compreso l'anime, anche se non viene mai detto il nome esatto dell'attacco.
- Golden Bracelet Blast - È usato solo nell'anime.
- Fuuin no Ken - la Spada del sigillo  è chiamata con questo nome solo nell'anime.

## Attrici
Nell'anime Sailor Galaxia è doppiata nella versione originale da Mitsuko Horie, mentre in quella italiana da Caterina Rochira. Nel musical invece il suo personaggio è stato interpretato da cinque diverse attrici, a seconda della versione del musical: Saori Sara, Tamami Matsumoto, Takemi, Yumie Sakaguchi e Coco Isuzu (2017).